# دریاچه لافاریج
دریاچه لافاریج (انگلیسی: Lafarge Lake) یک دریاچه مصنوعی پنج هکتاری است، واقع در پارک تاون سنتر در مرکز کوکیتلام، بریتیش کلمبیا. مرکز فرهنگی اورگرین در گوشه جنوب غربی دریاچه قرار دارد، و جشنواره واتر اج در ماه مارس به مدت ۲۵ ساعت مداوم در ساحل دریاچه برگزار می‌شود.